# Diga di Honzawa
La diga di Honzawa (本沢ダム?, Honzawa damu) è una diga nel quartiere di Midori-ku di Sagamihara, nella prefettura di Kanagawa, in Giappone.